# Национальное единство (Израиль)
Национальное единство (ивр. האיחוד הלאומי‎ — «ха-Иху́д ха-Леуми́») — политический блок партий в Израиле, представленный в кнессете с 1999 года, включавщий как представителей религиозных сионистов, так и светских националистов. Состав блока неоднократно менялся. В Кнессете 19-го созыва (2013—2015) блок участвовал в составе партии Еврейский дом.

## История
Впервые блок с таким названием появился в 1999 году: «Моледет» вступила в союз с партиями «Херут — Национальное движение» и «Ткума», отколовшейся ранее от «Национал-религиозной партии» (МАФДАЛ). В том же, 1999 году блок на выборах получил 4 мандата в кнессете.
На выборах 2003 года в блок вошли партии «Наш дом — Израиль» Либермана, «Моледет» и «Ткума», и он получил 7 мандатов в кнессете. Херут баллотировался отдельно (включая «Еврейский национальный фронт» — «Хазит йехудит леумит») и в кнессет не прошёл.
На выборах 2006 года в блок вновь вошли «Моледет» и «Ткума», а также МАФДАЛ, и блок получил 9 мандатов в кнессете. Партия «Наш дом — Израиль» пошла на выборы самостоятельно.
На выборах 2009 года большинство партий, входящих в блок, планировали участвовать в выборах в составе нового блока «Ха-Байт ха-Йехуди» («Еврейский дом»). Однако, переговоры провалились, и блок был воссоздан. В него вошли «Моледет», «Ткума», «Ха-Тиква» и «Эрец Исраэль шелану» (не преодолевшая проходной барьер на предыдущих выборах и, в свою очередь, включающая «Еврейский национальный фронт»), и блок получил 4 мандата в кнессете. «Еврейский дом», в итоге, стал лишь новым названием партии МАФДАЛ и получил 3 мандата.
Незадолго до выборов 2013 года, между «Ихуд леуми» и «Еврейским домом» было достигнуто соглашение о создании общего списка на предстоящих выборах. Партии «Ха-Тиква» и «Эрец Исраэль Шелану» вышли из состава блока, создав собственный блок под названием «Оцма ле-Исраэль» («Сила Израилю»). Таким образом, представительство «Ихуд леуми» в кнессете сократилось до двух мандатов.

## В кнессете
Депутаты Кнессета от фракции «Национальное единство» в кнессете:
| Созыв     | Депутаты |
| --------- | --- |
| 1999–2003 | Биньямин Элон, Михаэль Кляйнер, Ханан Порат (заменён Цви Генделем), Рехавам Зеэви                                                                                    |
| 2003–2006 | Ури Ариэль, Арье Эльдад, Биньямин Элон, Цви Гендель, Авигдор Либерман (заменён Элиэзер Коэномом), Михаил Нудельман, Юрий Штерн, Цви Гендель (присоединился из Шинуй) |
| 2006–2009 | Ури Ариэль, Эфи Эйтам, Арье Эльдад, Биньямин Элон, Игаль Ясинов, Ицхак Леви                                                                                          |
| 2009–2013 | Ури Ариэль, Михаэль Бен-Ари, Арье Эльдад, Яаков Кац |